# Покров (Любимский район)
Покров — деревня в Любимском районе Ярославской области.
С точки зрения административно-территориального устройства является центром Покровского сельского округа. С точки зрения муниципального устройства входит в состав Ермаковского сельского поселения.

## География
Деревня расположена на берегу реки Шарна в 27 км на северо-запад от центра поселения деревни Ермаково и в 22 км на северо-восток от райцентра города Любим.

## История
Покровская церковь состояла из двух храмов: холодного и теплого — оба каменные. Теплый храм построен в 1784 году, а холодный в 1823 году. В первом престолов было три: главный — во имя Божией Матери Знамения, Казанской Божией Матери и св. чуд. Николая. Во втором два престола – Покрова Божией Матери и св. прор. Илии. 
В конце XIX — начале XX века село входила в состав Заобнорской волости (позже — в составе Кулижской волости) Любимского уезда Ярославской губернии.
С 1929 года деревня входила в состав Семенковского сельсовета Любимского района, с 1954 года — центр Покровского сельсовета, с 2005 года — в составе Ермаковского сельского поселения.
До 2015 года в деревне действовала Покров-Кулижская основная общеобразовательная школа.

## Население
| 2007 | 2010 |
| ---- | ---- |
| 194  | ↘149 |

## Достопримечательности
В деревне расположена недействующая Церковь иконы Божией Матери «Знамение» (1784).